# Boogbrug Beek
De Boogbrug of Spoorbrug Beek, ook wel eens aangeduid als de Spoorbrug bij Elsloo, is een boogbrug over de spoorlijn Maastricht - Venlo in de autosnelweg A2 bij de Limburgse plaatsen Beek en Elsloo. De brug ligt op het grondgebied van de gemeente Sittard-Geleen en grenst aan het bedrijventerrein Chemelot. In feite is het een viaduct met boogconstructie.

## Kenmerken

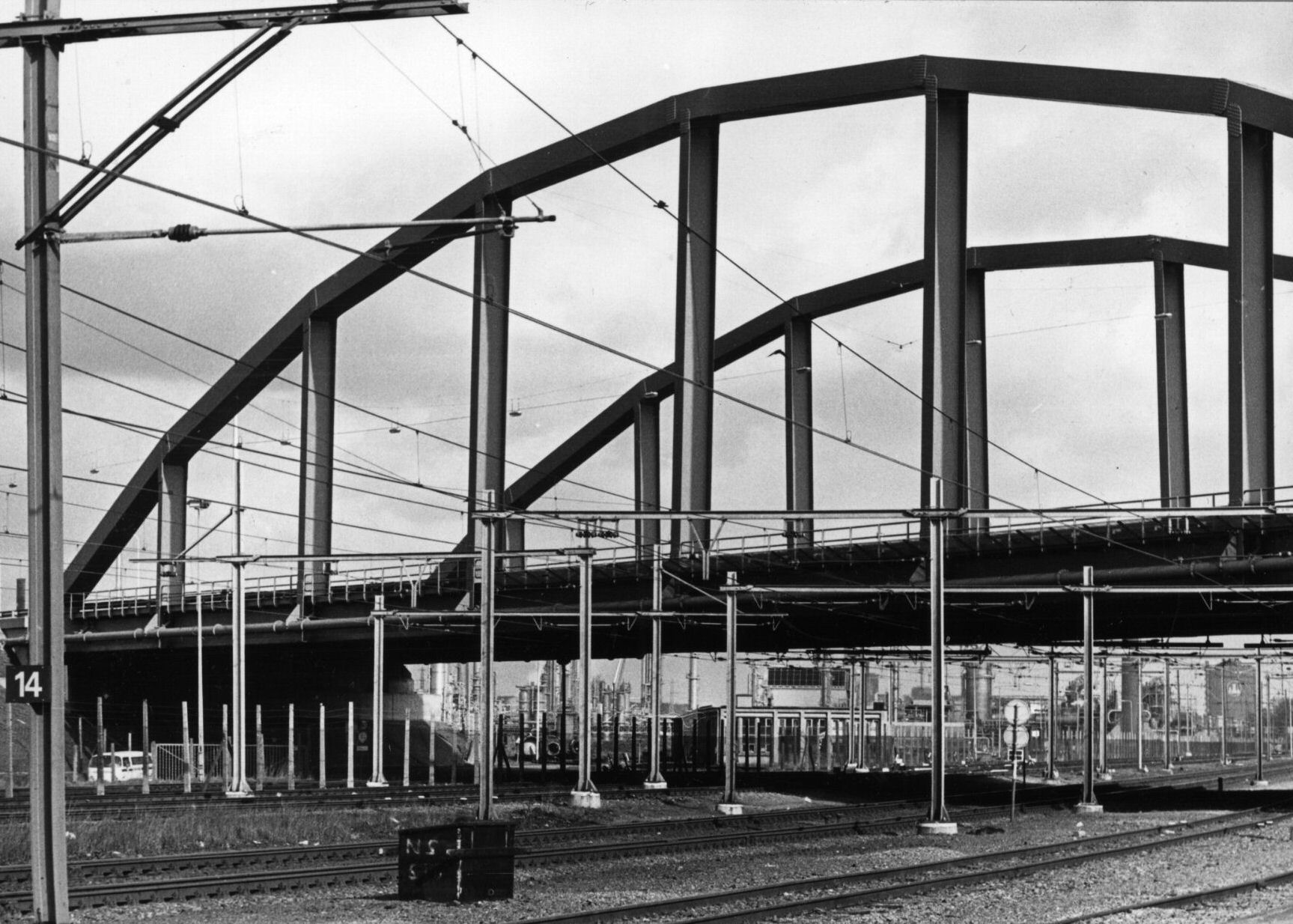
Boogbrug in 1974, links de voormalige sporen van het emplacement bij station Beek-Elsloo richting Chemelot

De brug is uitgevoerd met twee losse groene bogen aan weerszijden van de brug, er zijn geen dwarsverbindingen tussen de bogen. De brug overspant de twee sporen van de spoorlijn Maastricht - Venlo. Voorheen waren er aan beide zijden van het huidige spoor nog sporen van het voormalige spoorwegemplacement, zodat er totaal zeven sporen waren. In 2014 zijn de sporen van het emplacement verwijderd. In feite is sprake van een viaduct. Voorheen dienden boogbrugconstructies naast oeververbindingen als overspanning van wegen of spoorlijnen. Voorbeelden zijn de voormalige boogbruggen van de A2 over het spoor bij Beesd en de spoorbrug bij Moordrecht in de A20.
Over de brug loopt de rijksweg A2 met 2x2 doorgaande rijstroken. Ten noorden van de brug ligt de aansluiting Elsloo waarvan in zuidelijke richting de invoeger en in noordelijke richting de uitvoeger ook over de brug lopen waarmee er feitelijk 2x3 rijstroken op de brug liggen. Opvallend is dat alleen de rijbaan in zuidelijke richting voorzien is van een volwaardige vluchtstrook. De A2 verloopt hier in een flauwe bocht terwijl de brugconstructie recht is, hierdoor is de rijbaanindeling op de brug niet geheel symmetrisch.

## Geschiedenis
In 1962 werd het wegvak van destijds rijksweg 75 tussen Beek - Meerssen opengesteld en in 1968 kwam het deel Beek - knooppunt Kerensheide gereed. De boogbrug over het spoor bij Beek/Elsloo is in 1968 gebouwd. Bij de invoering van de A-nummering eind jaren '70 werd de administratieve rijksweg 75 omgenummerd in A2, wat werd vastgelegd in het rijkswegenplan 1984. In het najaar van 2010 heeft de aannemerscombinatie KWS infra Zwijndrecht, Volkerrail, SmitsNeuchatel en BKB Infra het brugdek gerenoveerd. In 2012 werden de bogen en hangers versterkt en in 2014 is de staalconstructie aan de onderkant geconserveerd.

## Verkeersintensiteit
In 2015 reden dagelijks 66.400 voertuigen over de brug, in 2018 was dit gestegen naar 77.400 voertuigen per etmaal.